# كين تاكر (صحفي)
كين تاكر (بالإنجليزية: Ken Tucker)‏ هو صحفي وناقد سينمائي أمريكي، ولد في 1 فبراير 1953 في مانهاتن في الولايات المتحدة.

## وصلات خارجية
- كين تاكر على موقع IMDb (الإنجليزية)
- كين تاكر على موقع ميتاكريتيك (الإنجليزية)
- كين تاكر على موقع روتن توميتوز (الإنجليزية)
- كين تاكر على موقع قاعدة بيانات الفيلم (الإنجليزية)
- كين تاكر على موقع كينوبويسك (الروسية)